# L'ultima volta (Emis Killa e Jake La Furia)
L'ultima volta è un singolo dei rapper italiani Emis Killa e Jake La Furia, pubblicato il 21 ottobre  2020 come terzo estratto dall'album in studio 17.

## Video musicale
Il video, diretto da Damn Films, è stato pubblicato contestualmente all'uscita del singolo attraverso il canale YouTube di Emis Killa.